# Каялоба
Каялоба (болг. Каялоба) — село в Болгарии. Находится в Кырджалийской области, входит в общину Кирково. Население составляет 211 человек.

## Политическая ситуация
В местном кметстве Каялоба, в состав которого входит Каялоба, должность кмета (старосты) исполняет Джемил Хюсеин Хаджихюсеин (Движение за права и свободы (ДПС)) по результатам выборов правления кметства.
Кмет (мэр) общины Кирково —  Шукран Кязим Идриз (Движение за права и свободы (ДПС)) по результатам выборов в правление общины.